# Florent Sikati II Kamwo
Florent Aimé Sikati II Kamwo est un juge d'instruction camerounais devenu célèbre avec l'affaire de l'assassinat de Martinez Zogo.

## Biographie

### Enfance, éducation et débuts
Florent Aimé Sikati II Kamwo est originaire de l'ouest Cameroun.

### Carrière
Florent Aimé Sikati II Kamwo est un juge militaire avec grade de Colonel d'armée. Il est commissaire du gouvernement auprès du tribunal militaire à Bafoussam et Bamenda,. Il est juge au tribunal militaire de Yaoundé lors du déroulement des évènements lié à l'assassinat de Martinez Zogo. Le 13 décembre 2023, il est remplacé à ce poste par le lieutenant colonel Pierrot Narcisse Nzie,,,.